# 2019Jユースカップ
2019Jユースカップ 第27回Jリーグユース選手権大会は、2019年9月17日から同年11月17日まで開催されるJユースカップ（Jリーグユース選手権大会）の第27回大会。

## 概要
2019年7月30日に概要が発表された。J1リーグ、J2リーグ、J3リーグのうち、福島ユナイテッドFCと藤枝MYFCの2クラブを除く53クラブ（ヴァンラーレ八戸が初参加）と、日本クラブユースサッカー連盟 (JCY) の地域代表4チームの計57チームがノックアウトトーナメントを争う。

## 会場
2回戦までは各クラブのホームスタジアム等で開催するが、3回戦以降は以下の会場で開催される。
- 3回戦（10月26日・27日）：時之栖スポーツセンター（集中開催）
- 準々決勝（11月3日・4日）：Jヴィレッジスタジアム（セントラル開催）
- 準決勝（11月10日）：レベルファイブスタジアム
- 決勝（11月17日）：ミクニワールドスタジアム北九州

## 参加チーム
- J1 (18)
  - 北海道コンサドーレ札幌U-18
  - ベガルタ仙台ユース
  - 鹿島アントラーズユース
  - 浦和レッズユース
  - FC東京U-18
  - 川崎フロンターレU-18
  - 横浜F・マリノスユース
  - 湘南ベルマーレU-18
  - 松本山雅FC U-18
  - 清水エスパルスユース
  - ジュビロ磐田U-18
  - 名古屋グランパスU18
  - ガンバ大阪ユース
  - セレッソ大阪U-18
  - ヴィッセル神戸U-18
  - サンフレッチェ広島F.Cユース
  - サガン鳥栖U-18
  - 大分トリニータU-18

- J2 (22)
  - モンテディオ山形ユース
  - 大宮アルディージャユース
  - 水戸ホーリーホックユース
  - 栃木SCユース
  - ジェフユナイテッド千葉U-18
  - 柏レイソルU-18
  - 東京ヴェルディユース
  - FC町田ゼルビアユース
  - 横浜FCユース
  - ヴァンフォーレ甲府U-18
  - アルビレックス新潟U-18
  - ツエーゲン金沢U-18
  - FC岐阜U-18
  - 京都サンガF.C.U-18
  - ファジアーノ岡山U-18
  - レノファ山口FC U-18
  - 徳島ヴォルティスユース
  - 愛媛FC U-18
  - アビスパ福岡U-18
  - V・ファーレン長崎U-18
  - 鹿児島ユナイテッドFC U-18
  - FC琉球U-18

- J3 (13)
  - ヴァンラーレ八戸U-18
  - グルージャ盛岡ユース
  - ブラウブリッツ秋田U-18
  - ザスパクサツ群馬U-18
  - Y.S.C.C.横浜U-18
  - SC相模原U-18
  - AC長野パルセイロU-18
  - カターレ富山U-18
  - アスルクラロ沼津U-18
  - ガイナーレ鳥取U-18
  - カマタマーレ讃岐U-18
  - ギラヴァンツ北九州U-18
  - ロアッソ熊本ユース

- 地域代表（4）
  - 塩釜FCユース
  - 三菱養和SCユース
  - 愛知FC U-18
  - 枚方FCカンテラ

## 試合結果
日程は2019年9月17日に発表された。またJCY代表が9月30日までに決まったため、決まっていなかった日程が確定した。なお、令和元年東日本台風（台風19号）の影響によって、1回戦の一部の試合で日程が変更になっている。

### 1回戦
出典：J.LEAGUE.jp
| 2019年9月28日 | ブラウブリッツ秋田U-18 | 2 - 1 | いわてグルージャ盛岡ユース | 秋田市                   |  |
| 14:00         | 高根健輔 · 齋藤恒星    |       | 大坪真聖                   | 競技場: ソユースタジアム |  |

| 2019年9月29日 | 鹿児島ユナイテッドFC U-18 | 0 - 1 | ジェフユナイテッド千葉U-18 | 鹿児島市               |  |
| 11:00         |                           |       | 本吉利安                   | 競技場: 白波スタジアム |  |

| 2019年10月5日 | ガンバ大阪ユース                          | 5 - 1 | FC東京U-18 | 吹田市                                       |  |
| 11:00         | 久保勇大 · 坂本一彩 · 大谷優斗 · 福井和樹 |       | 宮田和純   | 競技場: OFA万博フットボールセンターグランドB |  |

| 2019年10月5日 | サンフレッチェ広島F.Cユース | 3 - 0 | 横浜FCユース | 安芸高田市               |  |
| 11:00         | 鮎川峻 · 棚田遼             |       |              | 競技場: 吉田サッカー公園 |  |

| 2019年10月5日 | ヴィッセル神戸U-18             | 5 - 0 | アルビレックス新潟U-18 | 神戸市                   |  |
| 14:30         | 森田侑樹 · 山内翔 · 佐々木貴哉 |       |                        | 競技場: いぶきの森球技場 |  |

| 2019年10月5日 | 川崎フロンターレU-18 | 2 - 2 (4 - 2 PK戦) | 湘南ベルマーレU-18 | 川崎市                   |  |
| 15:00         | 宮城天 · 常安澪      |                    | 奥津玲太 · 原直生  | 競技場: 等々力陸上競技場 |  |
|               |                      | PK戦               |                    |                          |  |
|               |                      |                    |                    |                          |  |

| 2019年10月5日 | 大宮アルディージャU18 | 3 - 0 | カターレ富山U-18 | さいたま市                 |  |
| 18:00         | 大澤朋也 · 柴山昌也   |       |                  | 競技場: 堀崎公園グラウンド |  |

| 2019年10月6日 | 名古屋グランパスU-18           | 5 - 1 | 横浜F・マリノスユース | 豊田市                         |  |
| 13:00         | 新玉瑛琉 · 村上千歩 · 武内翠寿 |       | 津久井匠海            | 競技場: トヨタスポーツセンター |  |

| 2019年10月6日 | 京都サンガF.C.U-18                      | 6 - 0 | AC長野パルセイロU-18 | 城陽市                                 |  |
| 14:00         | 中野桂太 · 日野歩 · 木村歩夢 · 野浜友哉 |       |                      | 競技場: 京都サンガF.C.東城陽グラウンド |  |

| 2019年10月6日 | 鹿島アントラーズユース | 1 - 1 (4 - 2 PK戦) | SC相模原U-18 | 鹿嶋市                                         |  |
| 15:00         | 小針宏太郎             |                    | 佐々岡駿     | 競技場: 鹿島アントラーズクラブハウスグラウンド |  |
|               |                        | PK戦               |              |                                                |  |
|               |                        |                    |              |                                                |  |

| 2019年10月10日 | FC町田ゼルビアユース  | 2 - 1 | 三菱養和SCユース | 町田市                   |  |
| 18:15          | 山野辺夢歩 · 菊池陸斗 |       | 清水雅仁         | 競技場: 小野路グラウンド |  |

| 2019年10月12日 | モンテディオ山形ユース | 2 - 3 | アスルクラロ沼津U18 | 天童市                         |  |
| 11:00          | 庄司夢ノ介 · 田中慶延  |       | 杉本大雅            | 競技場: NDソフトスタジアム山形 |  |

| 2019年10月12日 | FC琉球U-18 | 0 - 7 | ヴァンフォーレ甲府U-18                           | 沖縄市                                 |  |
| 12:00          |            |       | 小川嵩翔 · 深沢寛太 · 川口翼 · 梶原豊 · 伏見大斗 | 競技場: タピック県総ひやごんスタジアム |  |

| 2019年10月13日 | 東京ヴェルディユース                                 | 8 - 1 | ギラヴァンツ北九州U-18 | 稲城市                       |  |
|                | 阿野真拓 · 根本鼓太郎 · 酒井優希 · 石浦大雅 · 冨樫輝 |       | 櫻田一輝               | 競技場: ヴェルディグラウンド |  |

| 2019年10月13日 | ロアッソ熊本ユース | 0 - 1 | サガン鳥栖U-18 | 水俣市                 |  |
| 13:00          |                    |       | 秀島悠太       | 競技場: エコパーク水俣 |  |

| 2019年10月14日 | ザスパクサツ群馬U-18 | 1 - 6 | V・ファーレン長崎U-18                   | 高崎市                             |  |
| 10:00          | 橋爪陸               |       | 浦道翔 · 柴田豊輝 · 中島聖翔 · 長尾泰成 | 競技場: 前橋育英高校高崎グラウンド |  |

| 2019年10月14日 | ファジアーノ岡山U-18                      | 8 - 0 | ヴァンラーレ八戸U-18 | 岡山市                 |  |
| 10:00          | 山田恭也 · 小橋丈 · 太田龍之介 · 中田樹音 |       |                      | 競技場: 政田サッカー場 |  |

| 2019年10月14日 | 徳島ヴォルティスユース                               | 6 - 0 | Y.S.C.C.横浜 U-18 | 板野郡板野町                 |  |
| 10:00          | 吉富駿介 · 吉本勇気 · 山田晃汰 · 豊福直人 · 澤崎凌大 |       |                   | 競技場: 徳島スポーツビレッジ |  |

| 2019年10月14日 | ガイナーレ鳥取U-18 | 1 - 0 | ツエーゲン金沢U-18 | 米子市                          |  |
| 12:00          | 田村翔汰           |       |                    | 競技場: チュウブYAJINスタジアム |  |

| 2019年10月14日 | 北海道コンサドーレ札幌U-18                | 6 - 0 | 愛知FC U-18 | 札幌市                           |  |
| 13:00          | 佐藤陽成 · 坂下桂悟 · 田中光太 · 木戸柊摩 |       |             | 競技場: 宮の沢白い恋人サッカー場 |  |

| 2019年10月14日 | 栃木SC U-18     | 2 - 0 | 枚方FCカンテラ | さくら市                         |  |
| 13:00          | 郷達哉 · 小堀空 |       |                | 競技場: SAKURAグリーンフィールド |  |

| 2019年10月14日 | レノファ山口FC U-18                                | 6 - 2 | 塩釜FCユース          | 山陽小野田市                           |  |
| 13:00          | 伊東稜晟 · 河野孝汰 · 松原翔太 · 木村裕貴 · 林陸也 |       | 大槻陽平 · 由利珠莉也 | 競技場: 山口県立おのだサッカー交流公園 |  |

| 2019年10月14日 | カマタマーレ讃岐U-18 | 1 - 1 (5 - 3 PK戦) | FC岐阜U-18 | 高松市                             |  |
| 14:00          | 岩佐麟太郎           |                    | 石坂亮人   | 競技場: 東部運動公園第一サッカー場 |  |
|                |                      | PK戦               |            |                                    |  |
|                |                      |                    |            |                                    |  |

| 2019年10月13日 | 松本山雅FC U-18     | 2 - 0 | ベガルタ仙台ユース | 松本市                      |  |
| 15:00          | 竹内壮志 · 中村海斗 |       |                    | 競技場: サンプロ アルウィン |  |

| 2019年10月16日 | 大分トリニータU-18   | 2 - 3 | 水戸ホーリーホックユース | 大分市                                     |  |
| 11:00          | 屋敷優成 · 弓場 将輝 |       | 松本康平 · 長谷川紫陽    | 競技場: 大分県サッカー協会人工芝グラウンド |  |

### 2回戦
出典：J.LEAGUE.jp
| 2019年10月19日 | ガンバ大阪ユース    | 2 - 1 | FC町田ゼルビアユース | 吹田市                                       |  |
| 11:00          | 菅野隆星 · 食野壮磨 |       | 坂野大地             | 競技場: OFA万博フットボールセンターグランドB |  |

| 2019年10月19日 | セレッソ大阪U-18               | 3 - 4 | サガン鳥栖U-18                          | 大阪市                               |  |
| 13:00          | 岡澤昂星 · 吉田有志 · 新保海鈴 |       | 田中禅 · 相良竜之介 · 橋本悠 · 小西春輝 | 競技場: 南津守さくら公園スポーツ広場 |  |

| 2019年10月19日 | ガイナーレ鳥取U-18 | 1 - 4 | 東京ヴェルディユース                        | 米子市                          |  |
| 13:00          | 松尾光羅           |       | 阿野真拓 · 遠藤海斗 · 根本鼓太郎 · 石浦大雅 | 競技場: チュウブYAJINスタジアム |  |

| 2019年10月19日 | 川崎フロンターレU-18 | 2 - 3 | 徳島ヴォルティスユース | 川崎市                                 |  |
| 14:00          | 有田恵人 · 宮城天    |       | 吉本勇気 · 澤崎凌大    | 競技場: 川崎フロンターレ麻生グラウンド |  |

| 2019年10月19日 | 京都サンガF.C.U-18  | 3 - 1 | アスルクラロ沼津U18 | 城陽市                                 |  |
| 14:00          | 山田楓喜 · 木村歩夢 |       | 安達由起            | 競技場: 京都サンガF.C.東城陽グラウンド |  |

| 2019年10月19日 | 愛媛FC U-18 | 0 - 1 | V・ファーレン長崎U-18 | 松山市                     |  |
| 14:00          |             |       | 浦道翔                | 競技場: 愛フィールド梅津寺 |  |

| 2019年10月19日 | 大宮アルディージャU18 | 3 - 0 | 松本山雅FC U-18 | さいたま市                 |  |
| 15:00          | 大澤朋也 · 福井啓太   |       |                 | 競技場: 堀崎公園グラウンド |  |

| 2019年10月19日 | ヴィッセル神戸U-18                 | 3 - 0 | レノファ山口FC U-18 | 神戸市                   |  |
| 15:30          | 佐々木貴哉 · 小田裕太郎 · 渡邊悠平 |       |                     | 競技場: いぶきの森球技場 |  |

| 2019年10月19日 | 柏レイソルU-18 | 2 - 2 (3 - 4 PK戦) | ヴァンフォーレ甲府U-18 | 柏市                               |  |
| 15:00          | 奥田陽琉       |                    | 井上樹 · 梶原豊        | 競技場: 三協フロンテア柏スタジアム |  |
|                |                | PK戦               |                        |                                    |  |
|                |                |                    |                        |                                    |  |

| 2019年10月20日 | 浦和レッズユース | 1 - 0 | カマタマーレ讃岐U-18 | さいたま市                             |  |
| 11:00          | 波田祥太         |       |                      | 競技場: レッズハートフルフィールド駒場 |  |

| 2019年10月20日 | ジュビロ磐田U-18                          | 4 - 0 | ブラウブリッツ秋田U-18 | 磐田市                   |  |
| 11:00          | 佐藤光亮 · 三木直土 · 青木海渡 · 牧野光佑 |       |                        | 競技場: ヤマハスタジアム |  |

| 2019年10月20日 | 清水エスパルスユース | 2 - 1 | ジェフユナイテッド千葉U-18 | 静岡市                               |  |
| 11:00          | 青島太一 · 川本梨誉  |       | 堀内朝陽                   | 競技場: 清水エスパルス三保グラウンド |  |

| 2019年10月20日 | アビスパ福岡U-18 | 2 - 1 | 水戸ホーリーホックユース | 福岡市                                        |  |
| 14:00          | 石井稜真         |       | 手塚文登                 | 競技場: 雁ノ巣レクリエーションセンターBコート |  |

| 2019年10月20日 | 鹿島アントラーズユース         | 3 - 1 | 北海道コンサドーレ札幌U-18 | 鹿嶋市                                         |  |
| 15:00          | 栗俣翔一 · 石津快 · 藤井エリキ |       | 深道也麻人                 | 競技場: 鹿島アントラーズクラブハウスグラウンド |  |

| 2019年10月20日 | 名古屋グランパスU-18                          | 5 - 3 | ファジアーノ岡山U-18 | 豊田市                         |  |
| 10:00          | · 新玉瑛琉 · 石谷光基 · 石田凌太郎 · 村上千歩 |       | 金田飛鳥 · 中田樹音  | 競技場: トヨタスポーツセンター |  |

| 2019年10月20日 | サンフレッチェ広島F.Cユース | 3 - 2 | 栃木SC U-18         | 安芸高田市               |  |
| 11:00          | 鮎川峻 · 福崎伶青           |       | 吉野陽翔 · 藤井翔太 | 競技場: 吉田サッカー公園 |  |

### 3回戦
出典：J.LEAGUE.jp。会場についてはJ.LEAGUE.jp内記事 を参照。
| 2019年10月26日 | アビスパ福岡U-18 | 3 - 1 | 徳島ヴォルティスユース | 裾野市                                            |  |
| 10:30          | · 後藤佑太       |       | 吉本勇気               | 競技場: 時之栖スポーツセンター（裾野グラウンド）A |  |

| 2019年10月26日 | V・ファーレン長崎U-18 | 1 - 2 | 鹿島アントラーズユース  | 裾野市                                            |  |
| 10:30          | 長尾泰成              |       | 伊藤龍之介 · 小針宏太郎 | 競技場: 時之栖スポーツセンター（裾野グラウンド）C |  |

| 2019年10月26日 | ジュビロ磐田U-18 | 1 - 2 | 京都サンガF.C.U-18  | 裾野市                                            |  |
| 13:30          | 小林亮太         |       | 木村歩夢 · 野浜友哉 | 競技場: 時之栖スポーツセンター（裾野グラウンド）A |  |

| 2019年10月26日 | ヴァンフォーレ甲府U-18 | 0 - 7 | ガンバ大阪ユース                                                | 裾野市                                            |  |
| 13:30          |                        |       | 永川寛太 · 久保勇大 · 坂本一彩 · 食野壮磨 · 大谷優斗 · 髙橋直也 | 競技場: 時之栖スポーツセンター（裾野グラウンド）C |  |

| 2019年10月27日 | 浦和レッズユース    | 2 - 4 | 名古屋グランパスU-18                    | 裾野市                                            |  |
| 10:30          | 工藤孝太 · 清水哲太 |       | 牛澤健 · 石谷光基 · 村上千歩 · 田邉光平 | 競技場: 時之栖スポーツセンター（裾野グラウンド）A |  |

| 2019年10月27日 | サガン鳥栖U-18 | 1 - 3 | サンフレッチェ広島F.Cユース | 裾野市                                            |  |
| 10:30          | 永田倖大       |       | 鮎川峻 · 棚田颯             | 競技場: 時之栖スポーツセンター（裾野グラウンド）C |  |

| 2019年10月27日 | 清水エスパルスユース | 4 - 0 | 東京ヴェルディユース | 裾野市                                            |  |
| 13:30          | 青島太一 · 千葉寛汰  |       |                      | 競技場: 時之栖スポーツセンター（裾野グラウンド）A |  |

| 2019年10月27日 | 大宮アルディージャU18                 | 4 - 3 | ヴィッセル神戸U-18             | 裾野市                                            |  |
| 13:30          | 山崎倫 · 柴山昌也 · 南雲怜 · 林勇太朗 |       | 臼井勇気 · 重野祥輝 · 森田侑樹 | 競技場: 時之栖スポーツセンター（裾野グラウンド）C |  |

### 準々決勝
出典：J.LEAGUE.jp
| 2019年11月3日 | アビスパ福岡U-18    | 2 - 1 | 鹿島アントラーズユース | 広野町                        |  |
| 10:30         | 軸丸大翔 · 石井稜真 |       | 柳町魁耀               | 競技場: Jヴィレッジスタジアム |  |

| 2019年11月3日 | 京都サンガF.C.U-18  | 2 - 3 | ガンバ大阪ユース             | 広野町                        |  |
| 13:30         | 川崎颯太 · 木村歩夢 |       | 久保勇大 · 西村翔 · 長尾優斗 | 競技場: Jヴィレッジスタジアム |  |

| 2019年11月4日 | 名古屋グランパスU-18 | 3 - 1 | サンフレッチェ広島F.Cユース | 広野町                        |  |
| 10:30         | 榊原杏太 · 村上千歩  |       | 棚田颯                      | 競技場: Jヴィレッジスタジアム |  |

| 2019年11月4日 | 清水エスパルスユース | 0 - 1 | 大宮アルディージャU18 | 広野町                        |  |
| 13:30         |                      |       | 山崎倫                | 競技場: Jヴィレッジスタジアム |  |

### 準決勝
| 2019年11月10日 | アビスパ福岡U-18 | 1 - 3 | ガンバ大阪ユース               | 福岡市                           |  |
| 11:00          | 田村奎人         |       | 長尾優斗 · 福井和樹 · 髙橋直也 | 競技場: レベルファイブスタジアム |  |

| 2019年11月10日 | 名古屋グランパスU-18 | 2 - 2 (4 - 2 PK戦) | 大宮アルディージャU18 | 福岡市                           |  |
| 14:00          | 新玉瑛琉 · 鷲見星河  |                    | 富永涼大 · 髙田颯也   | 競技場: レベルファイブスタジアム |  |
|                |                      | PK戦               |                       |                                  |  |
|                |                      |                    |                       |                                  |  |

### 決勝
| 2019年11月17日 | ガンバ大阪ユース | 0 - 4 | 名古屋グランパスU-18                    | 北九州市                               |  |
| 13:00          |                  |       | 牛澤健 · 榊原杏太 · 松本皐誠 · 村上千歩 | 競技場: ミクニワールドスタジアム北九州 |  |